# Strömmarnas naturreservat

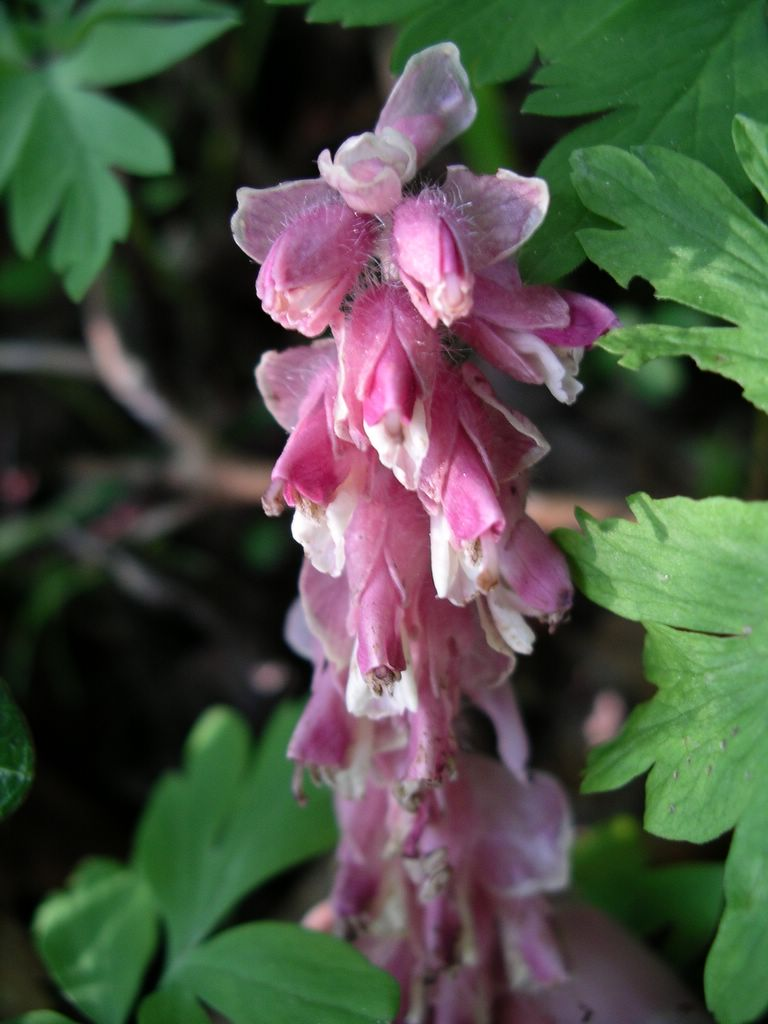
Vätteros

Strömmarna är ett naturreservat i Foss och Valbo-Ryrs socknar i Munkedals kommun i Västra Götalands län.
Reservatet är skyddat sedan 2007 och är 132 hektar stort. Det är beläget 4 km nordost om Munkedals samhälle och utgörs av en dalgång  kring vattendraget Munkedalsälven. Reservatet innefattar även delar av Vassbotten och Viksjön.
Stora delar av området är kraftigt kuperat med branta bergssidor kring älven. Där finns lövskogar och barrblandskogar. Berggrunden består i huvudsak av gnejs. Mindre grönstensinslag och inslag av skalgrus ger i vissa delar en intressant flora. På våren blommar blåsippor, vätteros, springkorn, glansnäva och gullpudra. Bland lav- och mossfloran finns ett stort antal signalarter uppgivna, exempelvis njurlavar, traslav, guldlockmossa m.fl.
Inom området kan man få se mindre hackspett, nötkråka, tjäder, nattskärra, fiskgjuse och pilgrimsfalk.
Munkedalsälven utgjorde från slutet av 1800-talet till långt in på 1900-talet en viktig flottningsled där timmer flottades från trakterna av Viksjön via Kaserna ner till Munkedals bruk. Numera utnyttjas området som kanotled och vandringsled. Genom den branta dalgången löper Bohusleden. 
Området förvaltas av Västkuststiftelsen.